# Version anglaise révisée (traduction de la Bible)

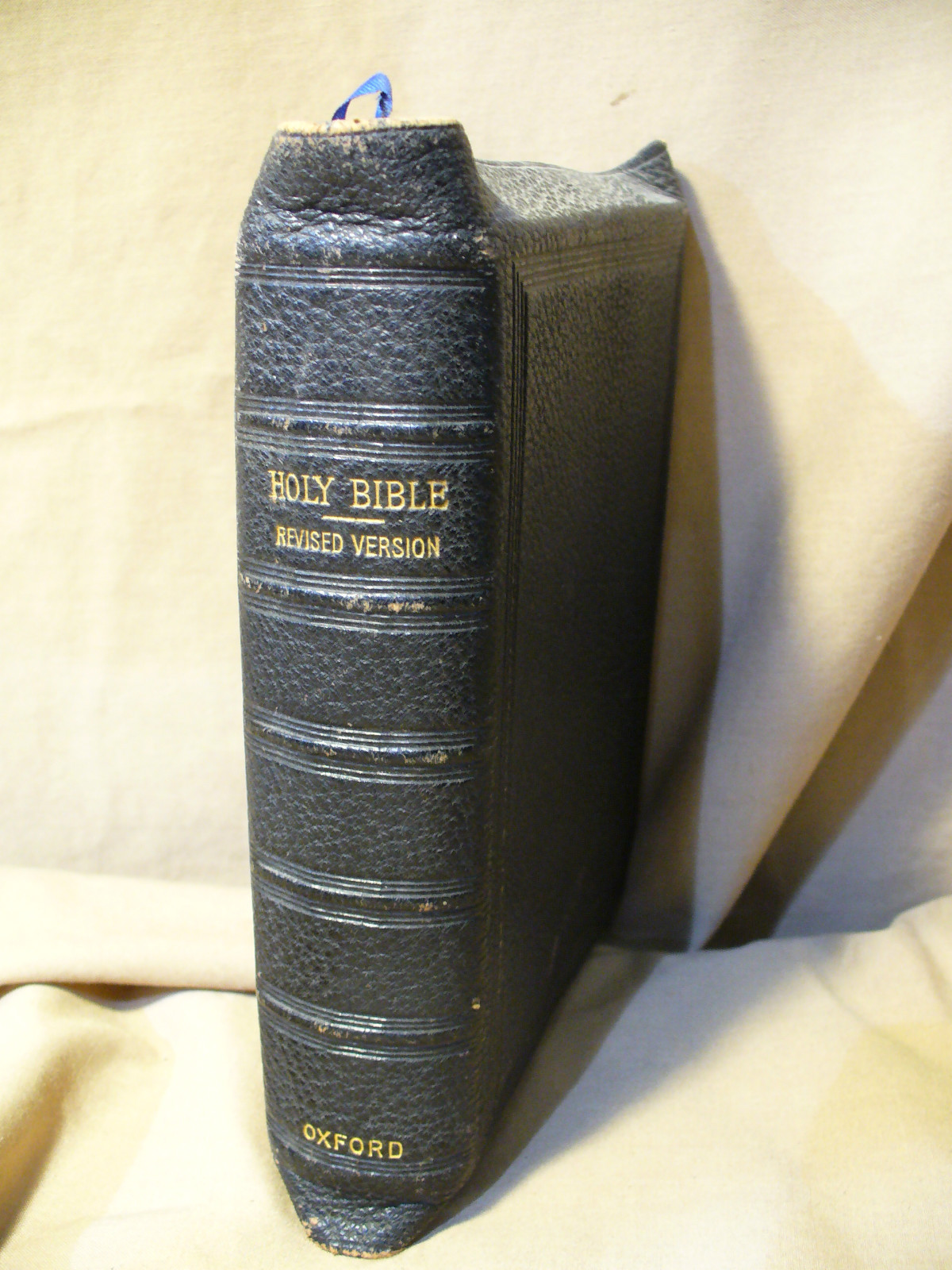
Couverture extérieure de la Version révisée de la Bible relié en cuir. Publié à Oxford en 1885.

La version anglaise révisée de la Bible (ERV : abréviation anglaise), ou version révisée (RV : abréviation anglaise) de la Bible, est une révision britannique de la fin du XIXe siècle de la Bible du roi Jacques. Il s'agissait de la première (et reste toujours la seule) révision officiellement autorisée et reconnue de cette traduction en Grande-Bretagne. La version révisée de 1885 et la version standard américaine de 1901 font partie des versions bibliques autorisées à être utilisées dans les services de l'Église épiscopale et de l'Église d'Angleterre.
Le travail a été confié à plus de 50 chercheurs de diverses confessions en Grande-Bretagne. Les universitaires américains ont été invités à coopérer par correspondance. Son Nouveau Testament a été publié en 1881, son Ancien Testament en 1885 et ses Apocryphes en 1894. Les membres les plus connus du comité de traduction étaient Brooke Foss Westcott et Fenton John Anthony Hort ; leurs critiques les plus féroces de cette période furent John William Burgon, George Washington Moon (en) et George Saintsbury (en).

## Caractéristiques
La société de révision du Nouveau Testament a été créée en 1870 par la convocation de Cantorbéry.Leur objectif déclaré était « d'adapter la version du roi Jacques à l'état actuel de la langue anglaise sans changer l'idiome et le vocabulaire » et « de l'adapter aux normes actuelles de l'érudition biblique ». À ces fins, le texte grec utilisé pour traduire le Nouveau Testament était considéré par la plupart comme étant d'une plus grande fiabilité que le Textus Receptus. Les lectures utilisées par les réviseurs ont été compilées dans une nouvelle édition du Testament grec par Edwin Palmer.
La version révisée (RV) est d'une importance significative dans l’histoire de la traduction de la Bible en anglais pour de nombreuses raisons. Au moment de la publication de la RV, la version du roi Jacques, vieille de près de 300 ans, était la principale Bible anglaise protestante de l'Angleterre victorienne. La RV est donc considérée comme le précurseur de toute la tradition de la traduction moderne. Elle était également considérée comme plus précise que la traduction du roi Jacques dans un certain nombre de versets.

## Nouvelle version

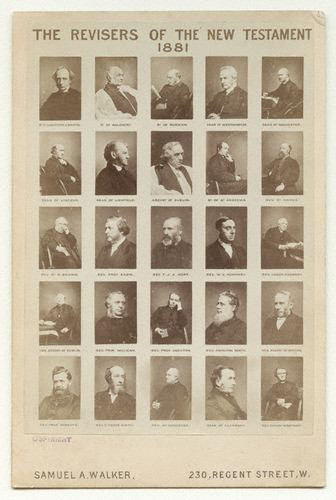
La version révisée des traducteurs du Nouveau Testament, 1881

Les réviseurs étaient chargés d'introduire des modifications uniquement si elles étaient jugées nécessaires pour être plus précises et fidèles aux textes originaux grecs et hébreux. Rien que dans le Nouveau Testament, plus de 30 000 modifications ont été apportées, dont plus de 5 000 sur la base de manuscrits grecs considérés comme de meilleure qualité. Les travaux ont commencé en 1879 et l'ensemble des travaux a été achevé en 1885. (Le RV Apocrypha est sorti en 1894.)
La version révisée de 1885 a été la première Bible anglaise moderne, postérieure à la version du roi Jacques, à être acceptée par le public. Elle a été utilisée et citée favorablement par des pasteurs, des historiens et des théologiens de la fin des années 1800 jusqu'au long des années 1900, tels que Andrew Murray, T. Austin-Sparks, Watchman Nee, HL Ellison, FF Bruce et Clarence Larkin, dans leurs travaux. D'autres améliorations introduites dans la RV incluent la disposition du texte en paragraphes, le formatage de la poésie de l'Ancien Testament sous forme de lignes poétiques en retrait au lieu de prose, et l'inclusion de notes marginales pour alerter le lecteur des variations de formulation dans les manuscrits anciens. Les Apocryphes dans la version révisée sont devenus la première édition imprimée en anglais à offrir le texte complet de Second Esdras, dans la mesure où les dommages causés à un manuscrit du IXe siècle avaient entraîné l'omission de 70 versets des éditions précédentes et des versions imprimées, y compris la version du roi Jacques.
Aux États-Unis, la version révisée a été adaptée et révisée sous le nom de « Version révisée, Standard American Edition » (l'American Standard Version) en 1901. La version standard américaine est en grande partie identique à la version anglaise révisée de 1885, avec des variations mineures dans la formulation considérées comme légèrement plus précises. Une différence notable est l'utilisation beaucoup plus fréquente de la forme « Jéhovah » dans l'Ancien Testament de la version standard américaine, plutôt que « le Seigneur » qui est davantage utilisé dans la version révisée de 1885, pour représenter le Nom Divin, le Tétragramme.

## Histoire ultérieure
La version standard américaine (ASV) a servi de base à de nombreuses révisions au cours des cent premières années qui ont suivi sa publication. La RV elle-même n'a jamais servi de base à aucune révision, à l'exception de la version standard américaine et des apocryphes de la version standard révisée.
Comme la version révisée n'est plus protégée par le droit d'auteur dans le monde entier, elle est largement disponible en ligne et sous forme numérique et aux formats électroniques (bien qu'elle soit nettement moins populaire que la KJV ou l'ASV de cette manière). Cependant, l'intérêt pour la version révisée de 1885 s'est accru ces dernières années grâce à Internet, pour la recherche et la référence générales, ainsi que pour l'étude de l'histoire des traductions de la Bible en anglais. Elle est aujourd'hui peu disponible sous forme imprimée, seule la Cambridge University Press la publiant sous la forme d'une version interlinéaire KJV/RV.

## Voir également
- The New Testament in the Original Greek (en)

## Sources
- Marlowe, Michael D. "English Revised Version (1881-1895)". Retrieved March 22, 2004.
- Hall, Isaac H. (ed.) "History of the English Revised Version (1881)". Retrieved March 22, 2004.
- Palmer, Edwin. ΚΑΙΝΗ ΔΙΑΘΗΚΗ. The Greek Testament with the Readings Adopted by the Revisers of the Authorised Version. London: Simon Wallenberg Press, 2007.  (ISBN 1-84356-023-2)
- Ryken, Leland (2002). The Word of God in English. Wheaton, IL: Crossway.  (ISBN 1-58134-464-3)
- Burgon, John William (1883). The Revision Revised[6].
- Bible: Apocrypha, Revised Version. The Apocrypha, Translated out of the Greek and Latin Tongues, Being the Version Set forth A.D. 1611 Compared with the Most Ancient Authorities and Revised A.D. 1894, [as] Printed for the Universities of Oxford and Cambridge. Cambridge: At the University Press, 1896. ix, 175 p.

## Lectures complémentaires
- Wegner, Paul D. Journey from Texts to Translations, The: The Origin and Development of the Bible, Baker Academic (August 1, 2004),  (ISBN 978-0-8010-2799-4) – The Revised Version is described in pages 314ff.